# Four
Four és el quart àlbum del grup britànic i irlandès One Direction. Va ser publicat el 17 de Novembre del 2014 per Syco Music i Columbia Records, amb un total de 14 cançons.
Més tard publicaren la versió deluxe, amb quatre cançons més. Amb una durada de 43'33", Four va ser el sisé disc més venut l'any 2014, amb 3.2 milions de còpies venudes arreu del món i 387.000 còpies venudes la primera setmana de publicació. Aquest àlbum va arribar al nº1 de la llista Billboard 200, fent-los el primer grup que vegué debutar els seus primers quatre àlbums al número 1.

## Llistat de cançons
| Nom de la cançó           | Escrit per                                                                                           | Produït per                                        |
| ------------------------- | --- | -------------------------------------------------- |
| Steal My Girl             | Wayne Hector, Ed Drewett, John Ryan, Julian Bunetta, Liam Payne i Louis Tomlinson                    | John Ryan, Julian Bunetta i Pär Westerlund         |
| Ready to Run              | Jamie Scott, Julian Bunetta, John Ryan, Liam Payne, Louis Tomlinson                                  | John Ryan, Julian Bunetta                          |
| Where Do Broken Hearts Go | Ali Tamposi, Julian Bunetta, Ruth Anne Cunningham, Teddy Geiger, Harry Styles                        | John Ryan, Julian Bunetta i Pär Westerlund         |
| 18                        | Ed Sheeran, Oliver Frank                                                                             | Steve Robson                                       |
| Girl Almighty             | John Ryan, Julian Bunetta, Scott 'Pages' Mehner                                                      | Julian Bunetta, John Ryan                          |
| Fool's Gold               | Jamie Scott, Harry Styles, Liam Payne, Louis Tomlinson, Niall Horan, ZAYN, Maureen McDonald          | Matt Rad, Jamie Scott                              |
| Night Changes             | Jamie Scott, Julian Bunetta, John Ryan, Harry Styles, Liam Payne, Louis Tomlinson, Niall Horan, ZAYN | Julian Bunetta, John Ryan                          |
| No Control                | Jamie Scott, Julian Bunetta, Ruth Anne Cunningham, John Ryan, Liam Payne, Louis Tomlinson            | Julian Bunetta, John Ryan, Afterhrs                |
| Fireproof                 | Jamie Scott, Julian Bunetta, John Ryan, Liam Payne, Louis Tomlinson                                  | Julian Bunetta, John Ryan                          |
| Spaces                    | Jamie Scott, Julian Bunetta, John Ryan, Liam Payne, Louis Tomlinson                                  | Julian Bunetta, John Ryan, Afterhrs, Randy Merrill |
| Stockholm Syndrome        | Julian Bunetta, Harry Styles, Johan Carlsson, John Ryan                                              | Julian Bunetta, John Ryan                          |
| Clouds                    | Jamie Scott, Julian Bunetta, John Ryan, Liam Payne, Louis Tomlinson, ZAYN                            | Julian Bunetta, John Ryan                          |
| Change Your Ticket        | Julian Bunetta, John Ryan, Sam Martin, Harry Styles, Liam Payne, Louis Tomlinson, Niall Horan, ZAYN  | Julian Bunetta, Afterhrs                           |
| Illusion                  | Jamie Scott, Julian Bunetta, John Ryan, Liam Payne                                                   | Julian Bunetta John Ryan                           |
| Once in a Lifetime        | Jamie Scott, Julian Bunetta, John Ryan                                                               | Julian Bunetta John Ryan                           |
| Act My Age                | Julia Bunetta, Ed Drewett, John Ryan                                                                 | Julian Bunetta John Ryan                           |